# The Accused (phim 1988)
The Accused là một bộ phim chính kịch Mỹ năm 1988 với sự tham gia diễn xuất của Jodie Foster và Kelly McGillis, do Jonathan Kaplan đạo diễn và Tom Topor viết kịch bản. Phim lấy bối cảnh ở bang Washington và quay tại Vancouver, Canada. Bộ phim dựa trên câu chuyện có thật về một vụ hiếp dâm tập thể của nạn nhân Cheryl Araujo xảy ra tại quán Bar Big Dan ở New Bedford, Massachusetts vào ngày 6 tháng 3 năm 1983. Kết quả của cuộc điều tra này đã được công bố trên toàn quốc. Đây là một trong những bộ phim đầu tiên của Hollywood miêu tả đề tài hiếp dâm một cách trực tiếp trên màn ảnh, mở đầu cho xu hướng theo đề tài này của các bộ phim khác (gồm cả chương trình và phim truyền hình) sau này.
Jodie Foster với vai diễn Sarah Tobias trong phim đã xuất sắc đoạt Giải Oscar cho nữ diễn viên chính xuất sắc nhất, cũng là đề cử duy nhất trong phim. The Accused cũng trở thành bộ phim đầu tiên đoạt giải cho hạng mục Nữ chính xuất sắc nhất mà không có bất kì một đề cử cho hạng mục nào khác kể từ phim Hai người phụ nữ vào năm 1957 khi Sophia Loren đoạt giải Nữ chính xuất sắc nhất trong phim này. Các phim về sau cũng đạt được thành tựu trên là Misery với Kathy Bates, Blue Sky với Jessica Lange, Monster với Charlize Theron và Still Alice với Julianne Moore.

## Nội dung
Một đêm nọ tại quán bar, một người phụ nữ thuộc tầng lớp lao động Sarah Tobias (Foster) bị hiếp dâm tập thể bởi một số khách nhậu say xỉn, trong khi người xem cổ vũ họ. Trợ lý luật sư quận, Kathryn Murphy (McGillis) nhận điều tra vụ án này. Cấp trên của cô muốn bỏ vụ này bởi tin rằng hoàn cảnh của Sarah và hồ sơ trước đó sẽ khiến lời khai của cô trước bồi thẩm đoàn trở nên yếu ớt và cô sẽ thua kiện. Sau một cuộc tranh cãi nảy lửa, cấp trên của Murphy gợi ý cô sắp xếp một cuộc thương thuyết biện hộ với The Accused và yêu cầu thời gian giam giữ. Họ đã tiến hành cuộc thương thuyết để buộc tội về sự gây nguy hiểm liều lĩnh. Sarah tức giận bởi thỏa thuận vì cô không nhận làm chứng trước tòa án chống lại những kẻ hãm hiếp cô.
Sarah nhập viện sau khi cô đâm phải một chiếc xe tải, nhận ra tài xế là một trong những nhân chứng từ quán bar, và bị xúc phạm bởi đề nghị thô lỗ từ cô. Sau đó Kathryn quyết định truy tố những người cổ vũ hãm hiếp vì tội xúi giục. Bạn của Sarah là Sally (Ann Hearn), một nữ bồi bàn tại quán bar nơi vụ án xảy ra, chọn ra ba người từ danh sách những người khuyến khích kẻ tấn công. Họ có ba luật sư bào chữa khác nhau cho phiên xử tiếp theo.
Cuối phim, bồi thẩm đoàn kết án ba The Accused. Khi tòa cung cấp lời khai và chứng cứ về những người đàn ông đã hãm hiếp Sarah, họ cũng đã từng ở tù vì những hành vi gây nguy hiểm liều lĩnh và có khả năng không được phép tạm tha sớm, đồng thời phải đăng ký là tội phạm tình dục trong nhiều năm sau đó.

## Diễn viên
- Jodie Foster vai Sarah Tobias
- Kelly McGillis vai Trợ lý luật sư quận Kathryn Murphy
- Bernie Coulson vai Kenneth Joyce
- Leo Rossi vai Cliff "Scorpion" Albrect
- Ann Hearn vai Sally Fraser
- Carmen Argenziano vai Luật sư quận Paul Rudolph
- Steve Antin vai Bob Joiner
- Tom O'Brien vai Larry
- Peter Van Norden vai Luật sư Paulsen
- Terry David Mulligan vai Trung úy Duncan
- Woody Brown vai Danny
- Scott Paulin vai Luật sư Ben Wainwright
- Kim Kondrashoff vai Kurt

## Nhạc phim
- "I'm Talking Love" của Vanessa Anderson
- "At This Moment" của Billy Vera & The Beaters
- "Kiss of Fire" của James Harman
- "Love to the Limit" của Only Child
- "Love in Return" của Gina Schock
- "Middle of Nowhere" của Gina Schock và Vance DeGeneres
- "Walk in My Sleep" của House of Schock
- "Mojo Boogie" của Johnny Winter

## Đón nhận và giải thưởng

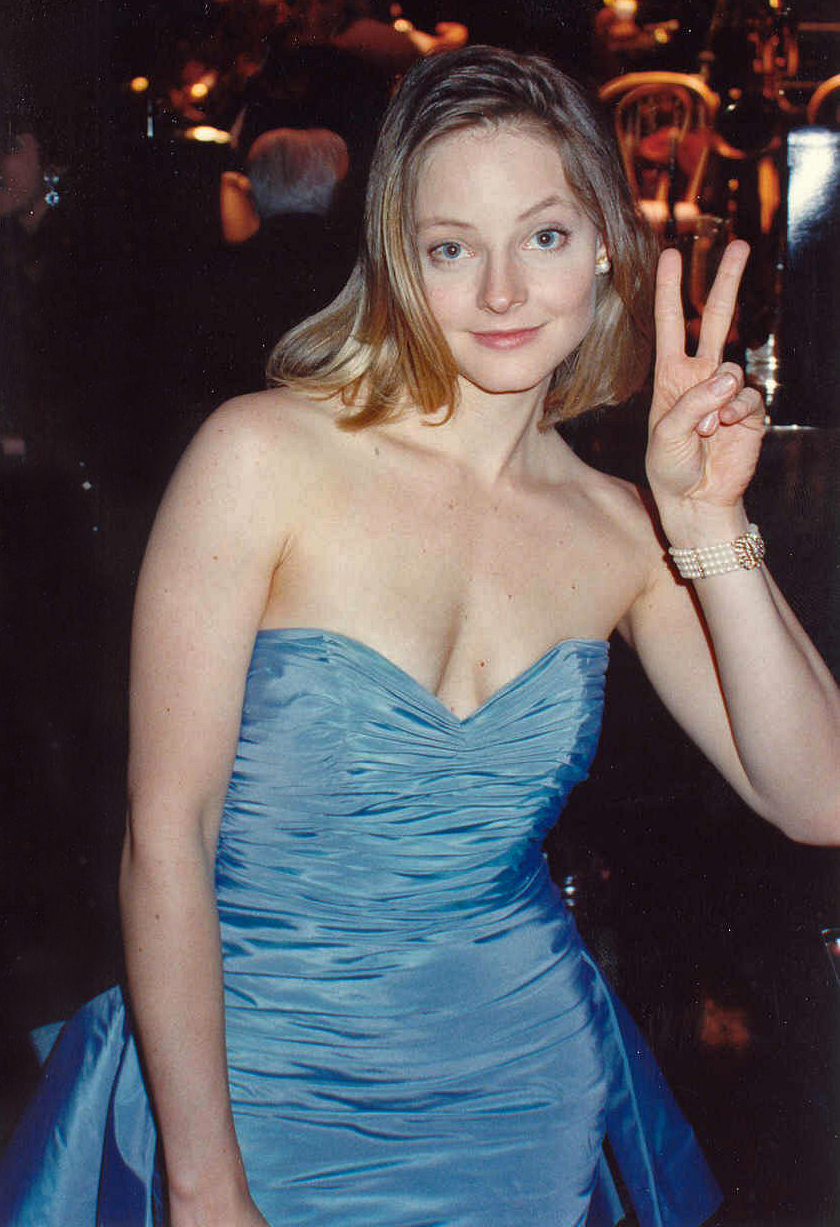
Jodie Foster sau khi đoạt giải Oscar trong The Accused (1988).

The Accused thu về tổng cộng 32,078,318 $. Viết về hai vụ án hình sự trong phim, nhà phê bình Roger Ebert thấy rằng bài học từ phiên tòa "có lẽ là thông điệp quan trong nhất mà phim đề cập đến... rằng quấy rối tình dục qua đường miệng, dù diễn ra thô tục nơi phòng cuối hay tế nhị trong một vị trí thường ngày, là một hình thức bạo lực. Nó không để lại dấu vết rõ ràng nhưng nó làm cho nạn nhân cảm thấy không thể di chuyển tự do và bình thường trong xã hội, đáng để bị bỏ tù"."
Phim đã giành một đề cử giải gấu vàng tại liên hoan phim quốc tế Berlin lần thứ 39 năm 1989. Jodie Foster cũng đoạt giải Oscar cho nữ diễn viên chính xuất sắc nhất cho vai diễn của cô, mặc dù phim không nhận thêm bất kì đề cử Oscar nào khác. Đây là lần đầu tiên trường hợp này xảy ra kể từ năm 1962, khi Sophia Loren đoạt giải Nữ chính trong Hai người phụ nữ.
Kể từ The Accused, có một vài trường hợp khác, diễn viên nữ đoạt giải Oscar cho nữ chính trong khi phim không có thêm đề cử nào khác. Đó là các trường hợp của Misery với Kathy Bates, Blue Sky với Jessica Lange, Monster với Charlize Theron và Still Alice với Julianne Moore.